# Baron Darcy de Darcy

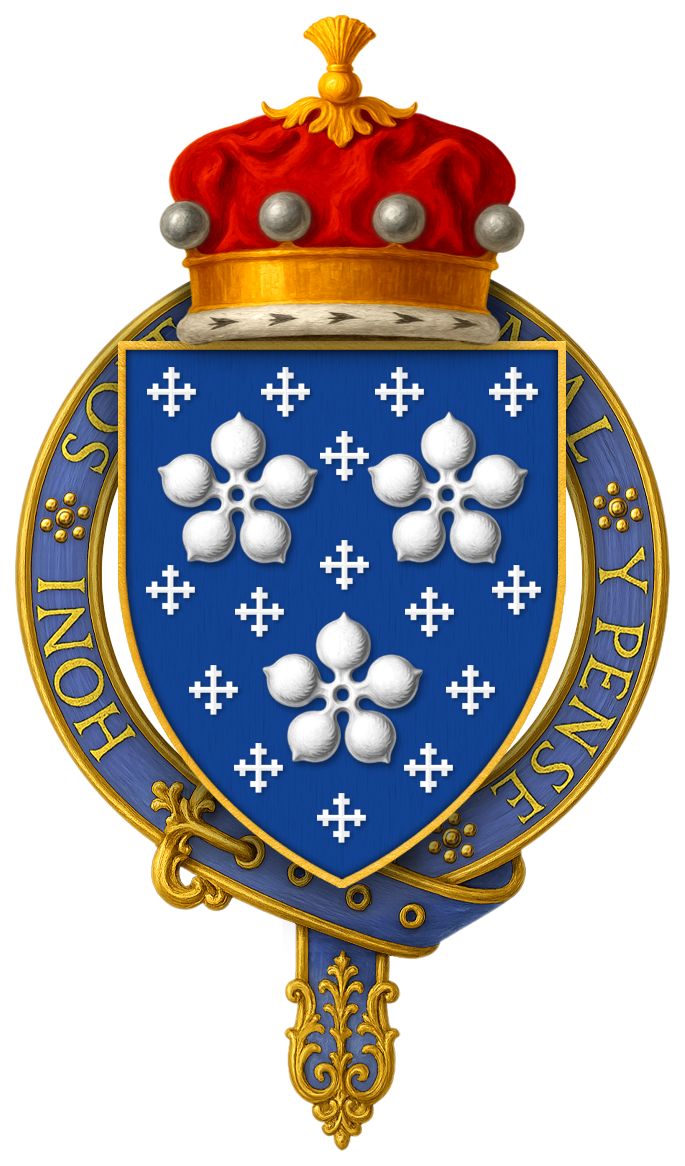
Wappen des ersten Barons

Baron Darcy de Darcy (auch Baron Darcy of Temple Hurst) war ein erblicher britischer Adelstitel in der Peerage of England.

## Verleihung
Die Baronie wurde am 17. Oktober 1509 für Sir Thomas Darcy geschaffen, indem dieser durch Writ of Summons ins House of Lords berufen wurde.
Der 1. Baron wurde 1537 wegen Hochverrats hingerichtet und ihm der Titel aberkannt. Sein ältester Sohn erwirkte 1548 die Wiederherstellung des Titels. Der Titel erlosch schließlich beim Tod des 4. Barons am 5. Juli 1635.
Die Wiederherstellung des Titels im Jahr 1548 wird teilweise auch als eine Neuerschaffung des Titels Baron Darcy of Aston betrachtet und entsprechend abweichend gezählt.

## Liste der Barone Darcy de Darcy (1509)
- Thomas Darcy, 1. Baron Darcy de Darcy (um 1467–1537) (Titel verwirkt 1537)
- George Darcy, 2. Baron Darcy de Darcy († 1557) (Titel wiederhergestellt 1548)
- John Darcy, 3. Baron Darcy de Darcy (1529–1587)
- John Darcy, 4. Baron Darcy de Darcy († 1635)